# Sankt Göran och draken, Gamla stan

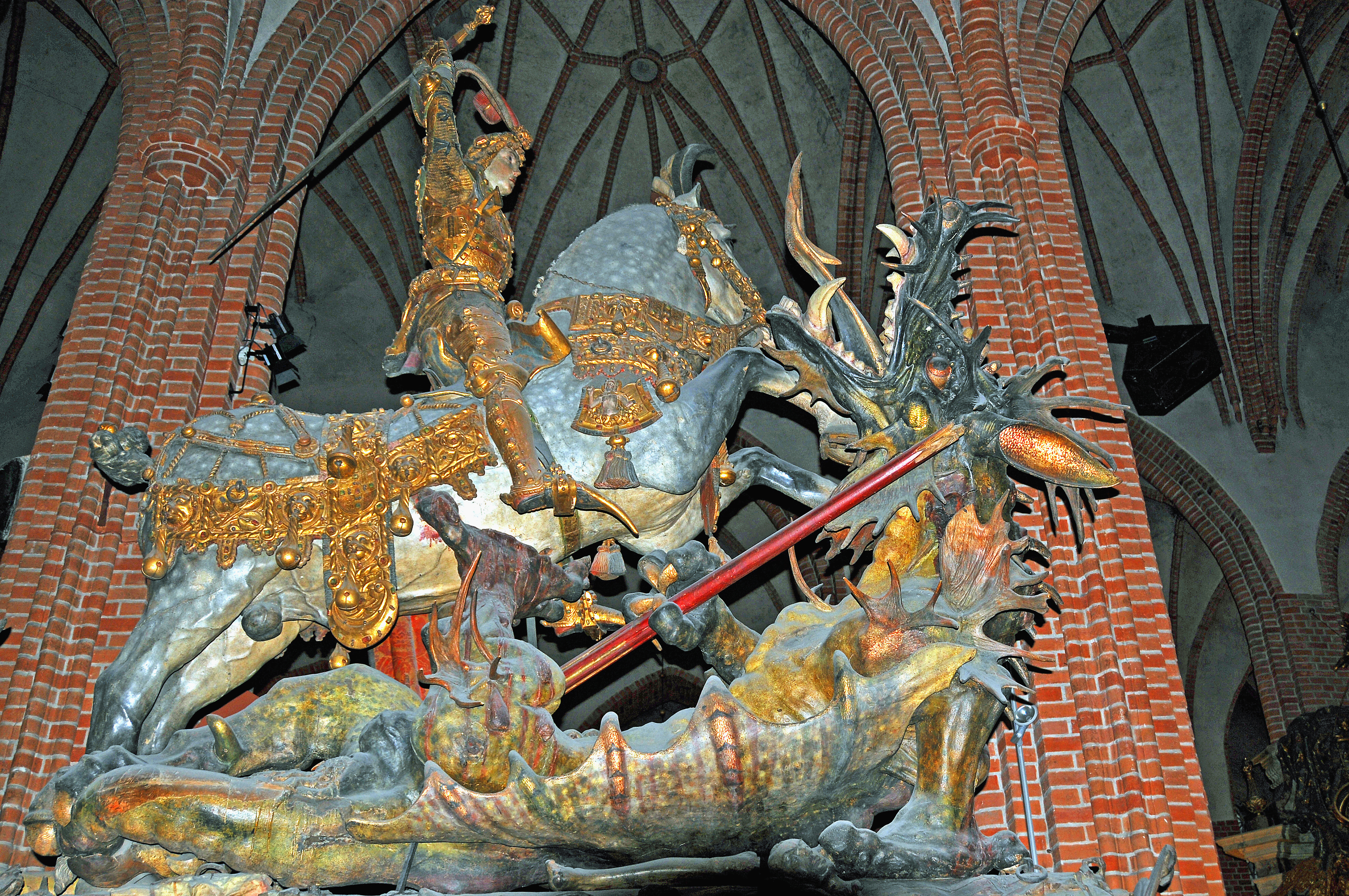
Sankt Göran och draken i Storkyrkan, 2009.

Sankt Göran och draken är en medeltida träskulptur i Storkyrkan som föreställer legenden om Sankt Göran och draken. Skulpturen står i Storkyrkan och en replik står på Köpmantorget, båda i Gamla stan i Stockholm.

## Historik och motiv

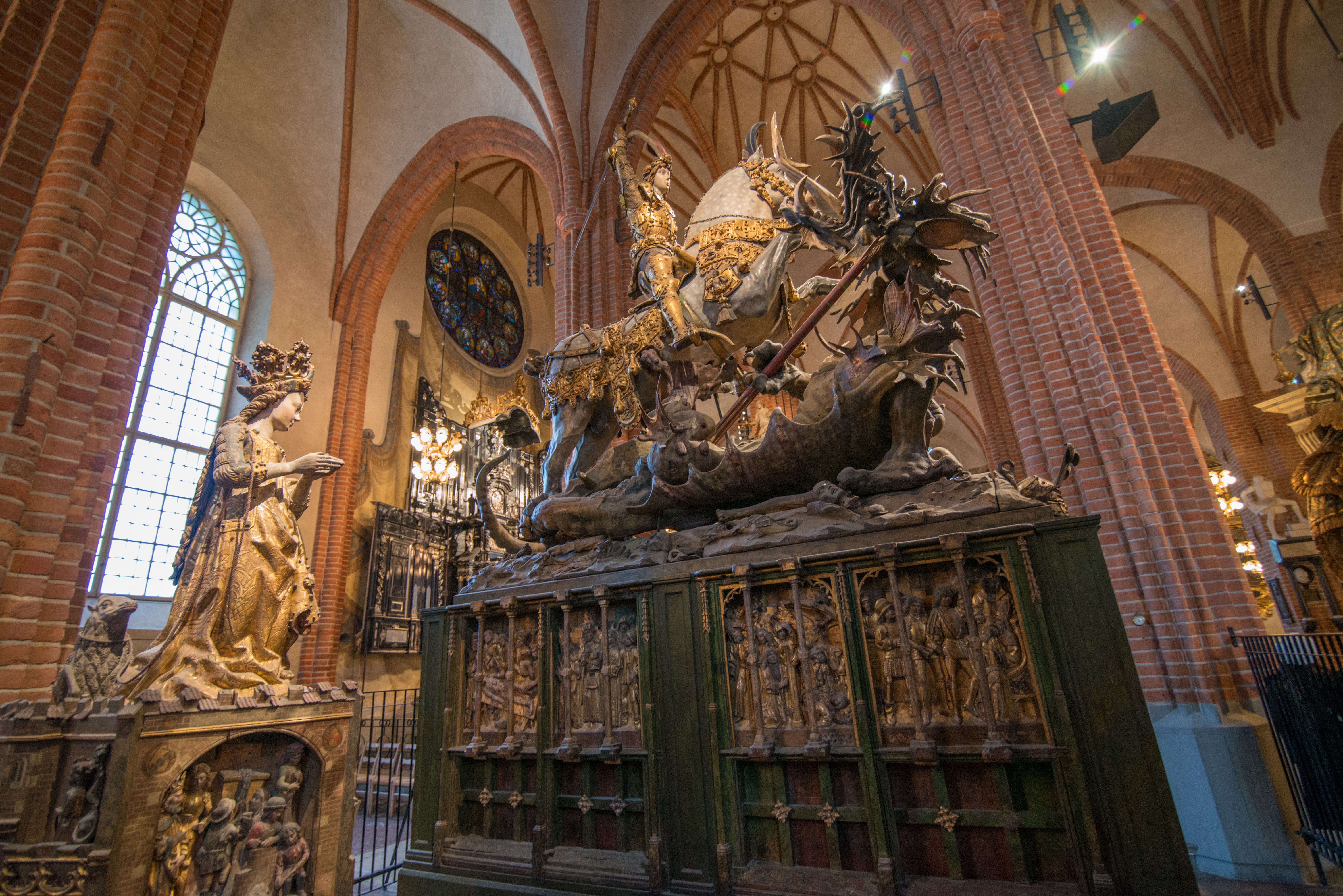
Skulpturgruppen med Prinsessan till vänster och Sankt Göran och draken till höger i Stockholms Storkyrka. Målad träskulptur, troligen utförd i Stockholm på 1480-talet.

Det har länge varit en allmänt vedertagen uppfattning, framförd av konsthistorikern Johnny Roosval, att Sten Sture den äldre lät beställa denna skulptur för att hylla sin seger över unionskungen Kristian I vid slaget på Brunkeberg 1471. Det skulle därmed vara fråga om en allegorisk framställning av kampen mellan Sverige och Danmark. Skulpturen Sankt Göran och draken placerades i Storkyrkan i Stockholm 1489. 
Nutida forskning har emellertid först ifrågasatt och därefter avvisat denna hypotes om skulpturgruppen som ett svenskt nationalmonument. Man menar detta vara en anakronistisk övertolkning, grundad i 1800-talets och det tidigare 1900-talets nationalism. I medeltida källor finns heller inget som styrker denna teori eller hypotesen att det skulle vara fråga om Sten Stures gravmonument. Man menar att det inte är möjligt att låsa tolkningen till en enda historisk händelse. Senmedeltida framställningar av S:t Göran och draken har överlag en allmän tolkning av kampen mellan ont och gott. Det finns därför inte skäl att, som under 1800-talet, se bilderna mer eller mindre som porträtt av Sten Sture och hans gemål Ingeborg. För en sådan tolkning saknas skriftliga belägg. Konsthistorikern Herman Bengtsson har efter omfattande forskning framfört teorin att skulpturgruppen är insatt i Sten Stures strävan att uppnå goda förbindelser med påven och inte minst hans önskemål om att hotet om hans bannysning skulle hävas. Det mera sannolika skulle därmed vara att det är fråga om en allegorisk framställning av den västerländska kyrkans kamp mot sina fiender som realiserades i de av Innocentius VIII förespråkade korstågen mot öster.   Hade det varit fråga om ett segermonoment  i kriget Sverige–Danmark hade den stridande riddaren istället rimligen framställts som S:t Erik. I franciskanernas diarium tolkas bilden enligt Bengtsson som en symbol för det goda förbindelserna mellan Sverige och påven. 
Konstverket består av två huvuddelar, "S:t Göran och Draken" samt "Prinsessan". De är båda gjorda i trä som är ihåligt för att det inte skall spricka. Det väldiga skulpturverket Sankt Göran och draken i trä skapades av Bernt Notke från Lübeck. Det är omtvistat om konstverket är skapat av Bernt Notke eller inte. Man antar att Prinsessan i skulpturgruppen skulpterades av Heinrich Wylsynck, träsnidare från Lübeck, som assisterade Bernt Notke 1484-89. Prinsessan skulle enligt Roosval vara den som Sankt Göran (av honom tolkad som Sten Sture den äldre) räddar från Draken (Kung Kristian I) och hon skulle då representera nationen Sverige. I anslutning till Bengtssons tolkning har kyrkohistorikern Oloph Bexell funnit att prinsessan i enlighet med medeltida teologi och ikonografi då också bör tolkas som en bild av den himmelska kyrkan, som bevittnar den eskatologiska slutstriden mellan gott och ont
Sankt Göransgruppen i Storkyrkan var ett av de största restaureringsföretagen i sitt slag och gruppen blev pietetsfullt och skickligt iståndsatt år 1914 av konstnären och restauratören Allan Norblad, enligt konsthistorikern Carl G. Laurin.
Det är oklart var den gjordes och av vem. Johnny Roosval attribuerade den i början av 1900-talet till Bernt Notke i Lübeck och detta var länge den accepterade sanningen. Medeltidskonstkännaren Peter Tångeberg framförde 2009 att detta inte kan vara fallet, utan att konstverket snarast har tillkommit i Burgund i södra delen av dåvarande Nederländerna. Jan Svanberg har i ett arbete 2011 avfärdat dessa teorier. Tills vidare får attribueringen anses osäker.
Skulpturen består av olika skulpturgrupper, där helheten anknyter till Legenden om Sankt Göran och draken, ett ofta förekommande bildmotiv under medeltiden. Sankt Göran ansågs av Roosval med flera föreställa Sten Sture den äldre, draken representerar danskarna under unionskungen, den danske kungen Kristian I, och Prinsessan (eller Jungfrun) representerar här landet Sverige (enligt vissa staden Stockholm), och samtiden uppfattade skulpturen på det sättet. Hästens seldon visar tre näckrosblad, som var den äldre Stureättens, "Sjöbladsättens", vapenbild. Rustningarna på Sankt Göran och hästen överensstämmer med Sten Stures. Prinsessan bär en burgundisk dräkt och smycken enligt förnäm samtida smak, och kan ha haft Sten Stures fru Ingeborg Åkesdotter (Tott) som förebild Efter slaget på Brunkeberg tågade under många år Sten Sture och hans fru Ingeborg Åkesdotter (Tott) och många Stockholmare på årsdagen från Storkyrkan upp till Brunkebergsåsen, där en mässa hölls, de bar då relikerna i konstverket.
Idag finns det även forskare som tror att den träskulptur av kung Karl Knutsson som finns på Gripsholms slott kan ha ingått i monumentet från början. Även den är attribuerad till Notke. Sten Sture blev Sveriges riksföreståndare efter Karl Knutssons död den 15 maj 1470.

### Bilder

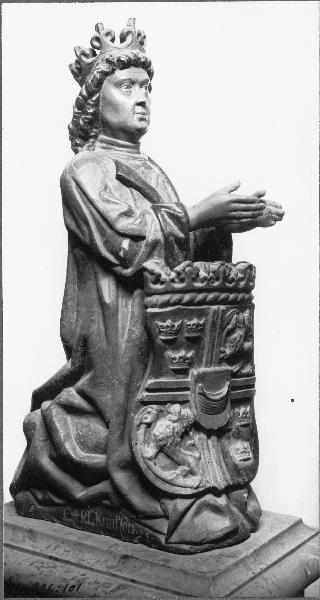
Kopia av skulpturen av Karl Knutsson, originalet finns idag på Gripsholms slott.
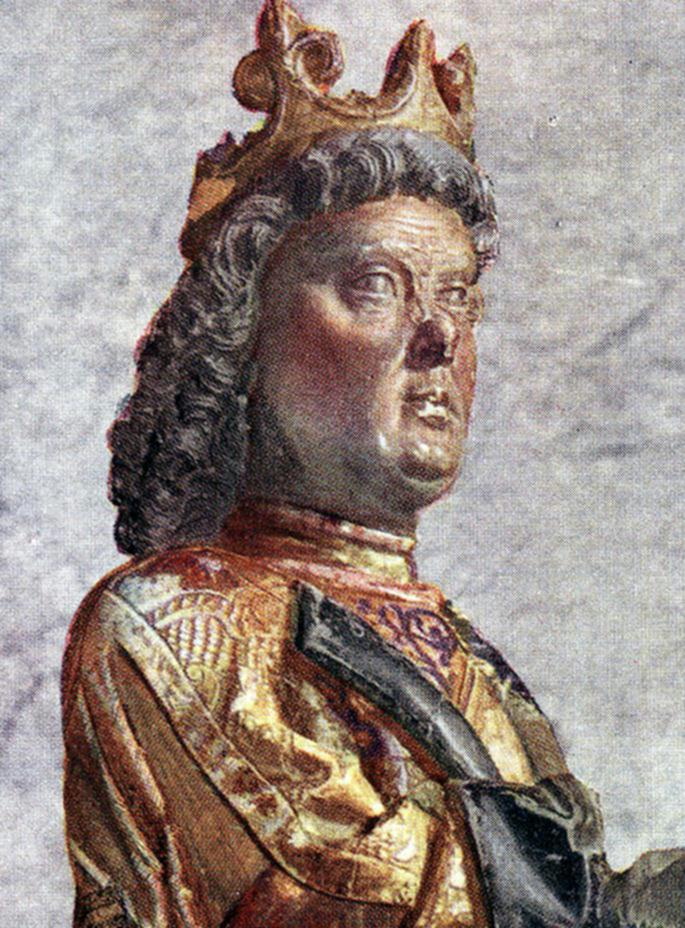
Närbild på Karl Knutsson (Bonde).
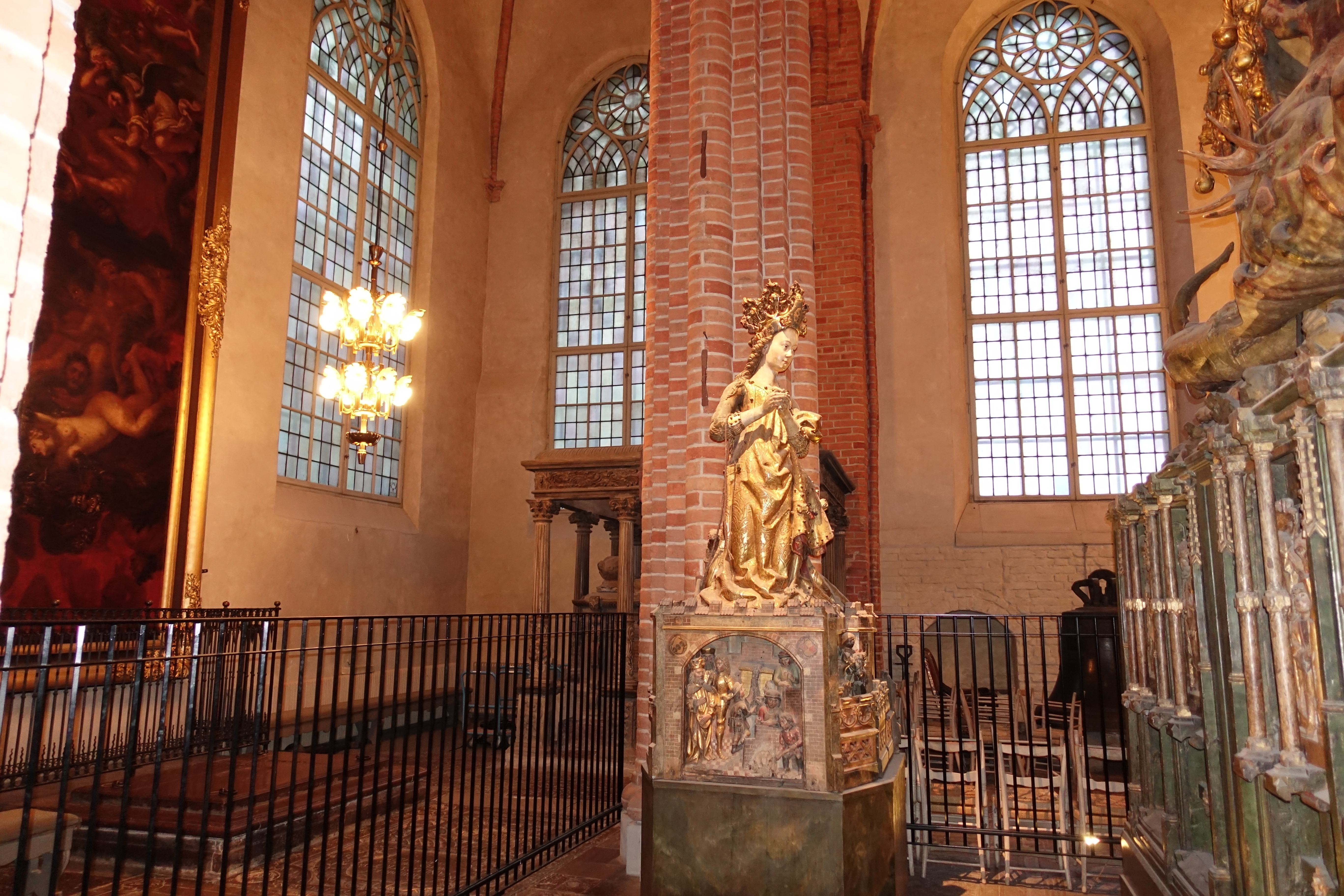
Skulpturen Prinsessan.
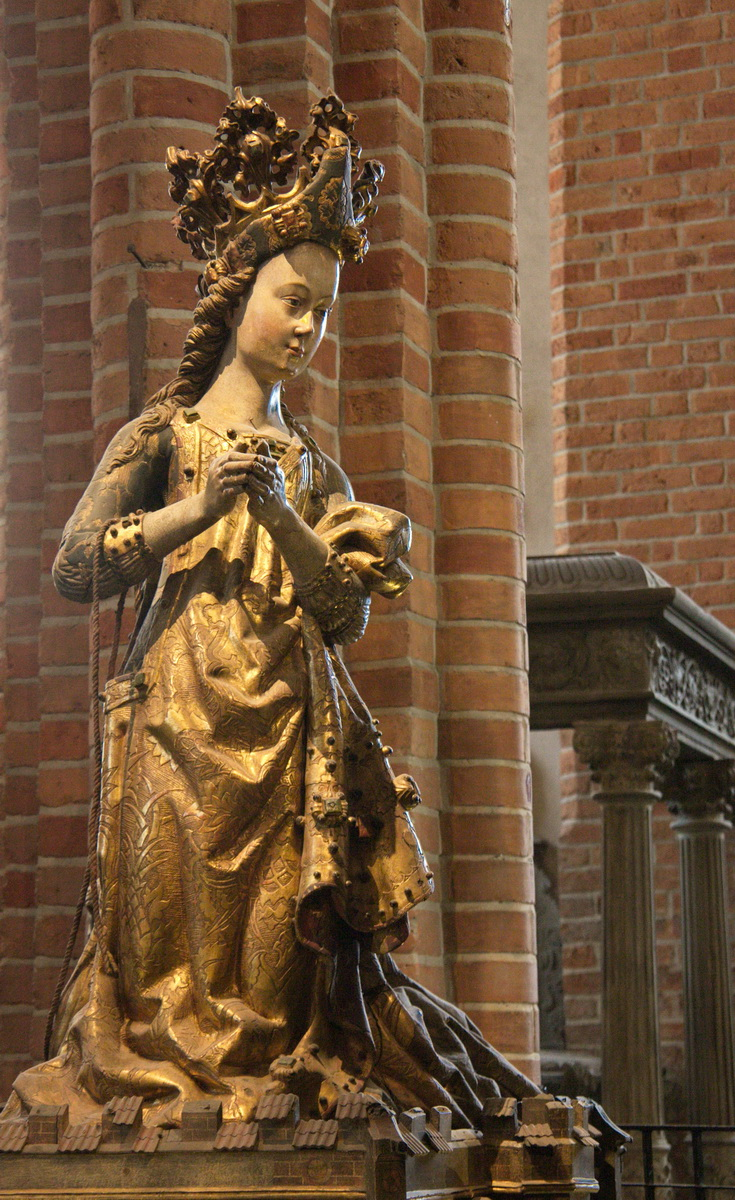
Närbild på Prinsessan, skulpterad av Heinrich Wylsynck.
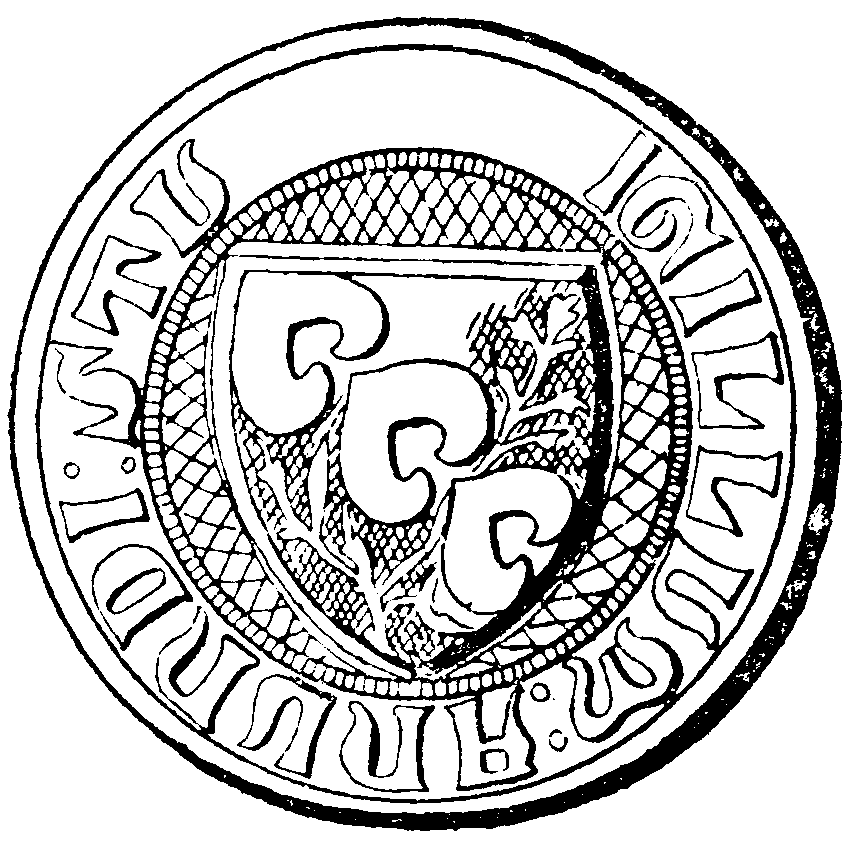
Den äldre Stureättens sigill med de tre sjöbladen.

## Replik på Köpmantorget

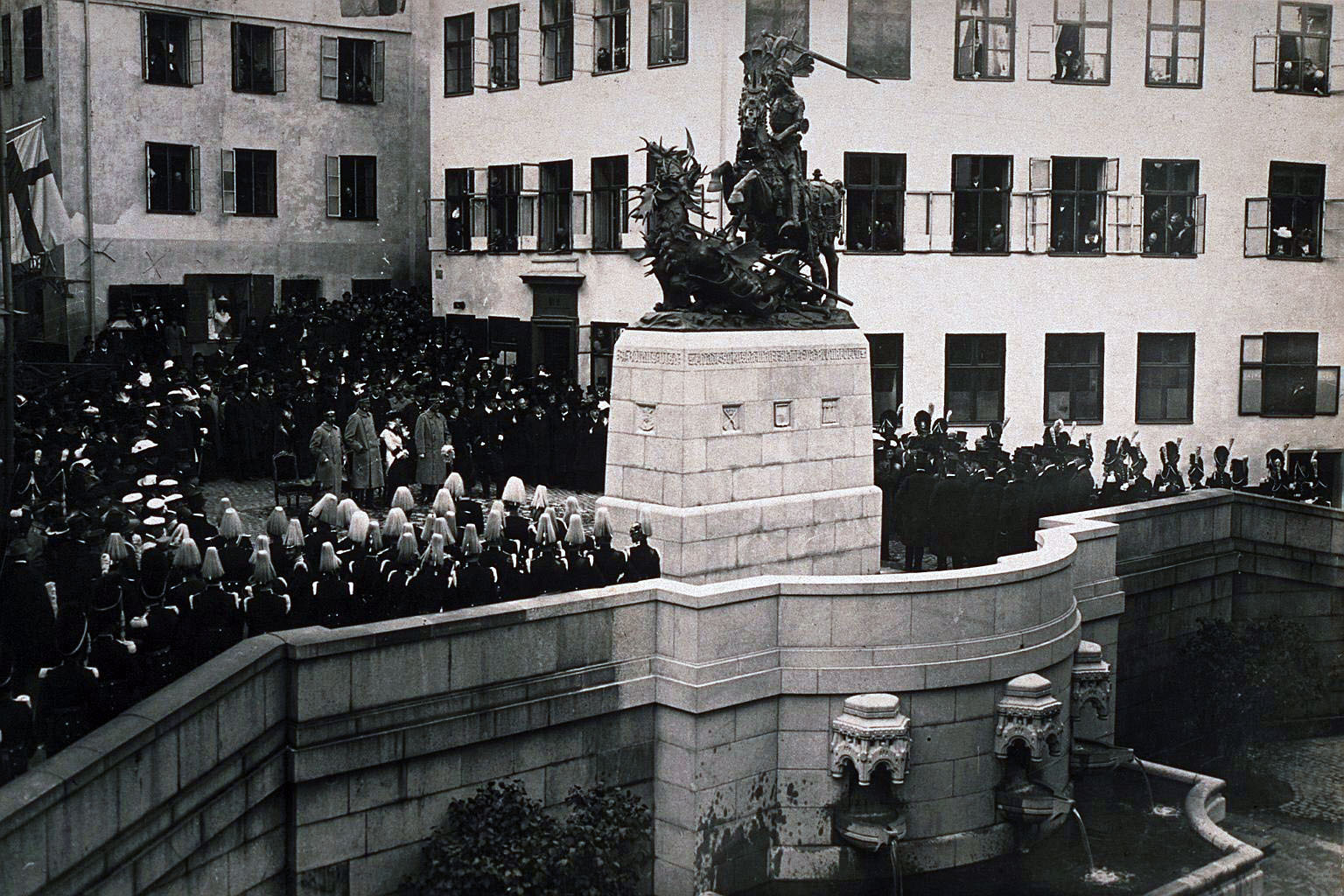
Invigningen oktober 1912.

Skulpturen Sankt Göran och draken som står på Köpmantorget är en kopia i brons och granit som invigdes år 1912. Under 1910-talet göts en replik av skulpturen i brons och placerades i det tidigare kvarteret Acteon mellan Köpmantorget och Österlånggatan i Gamla stan i Stockholm. Den invigdes under pompa och ståt den 10 oktober 1912. Projektet genomfördes genom finansiering av Föreningen för Stockholms prydnande med konst och fabrikören Hjalmar Wicander. Träskulpturen kopierades under Theodor Lundbergs översyn i lera och göts därefter i gips, varefter den överfördes i brons av Otto Meyers konstgjuteri. Sockeln ritades av hovintendenten Gustaf Lindgren.
Skulpturen på Köpmantorgets sockel mot öst räcker ända ner till Österlånggatan i höjd med Brunnsgränd. Där finns en fontänskulptur som utgör en del av skulpturen. Den är utformad som en brunn med tre medeltida stadsportar genom vilka vatten rinner ner i fontänbassängen. De symboliserar de tre strömmarna som först omgärdade Gamla Stan (nuvarande Norrström, Stallkanalen och Söderström). Fontänbrunnen skall även påminna om den offentliga brunnen som på 1400-talets mitt låg vid dåvarande Fiskartorget.

### Bilder

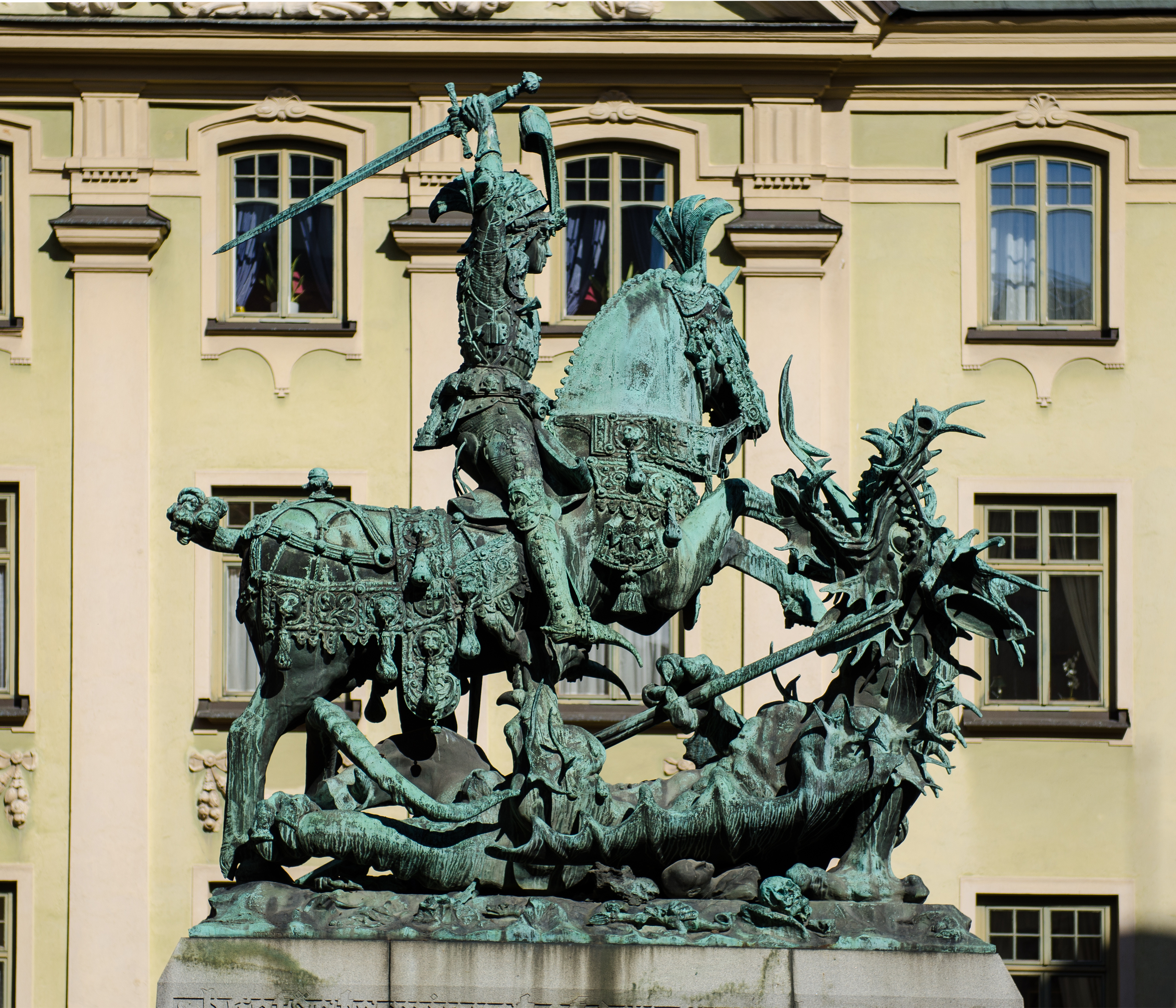
Sankt Göran och draken från väster.
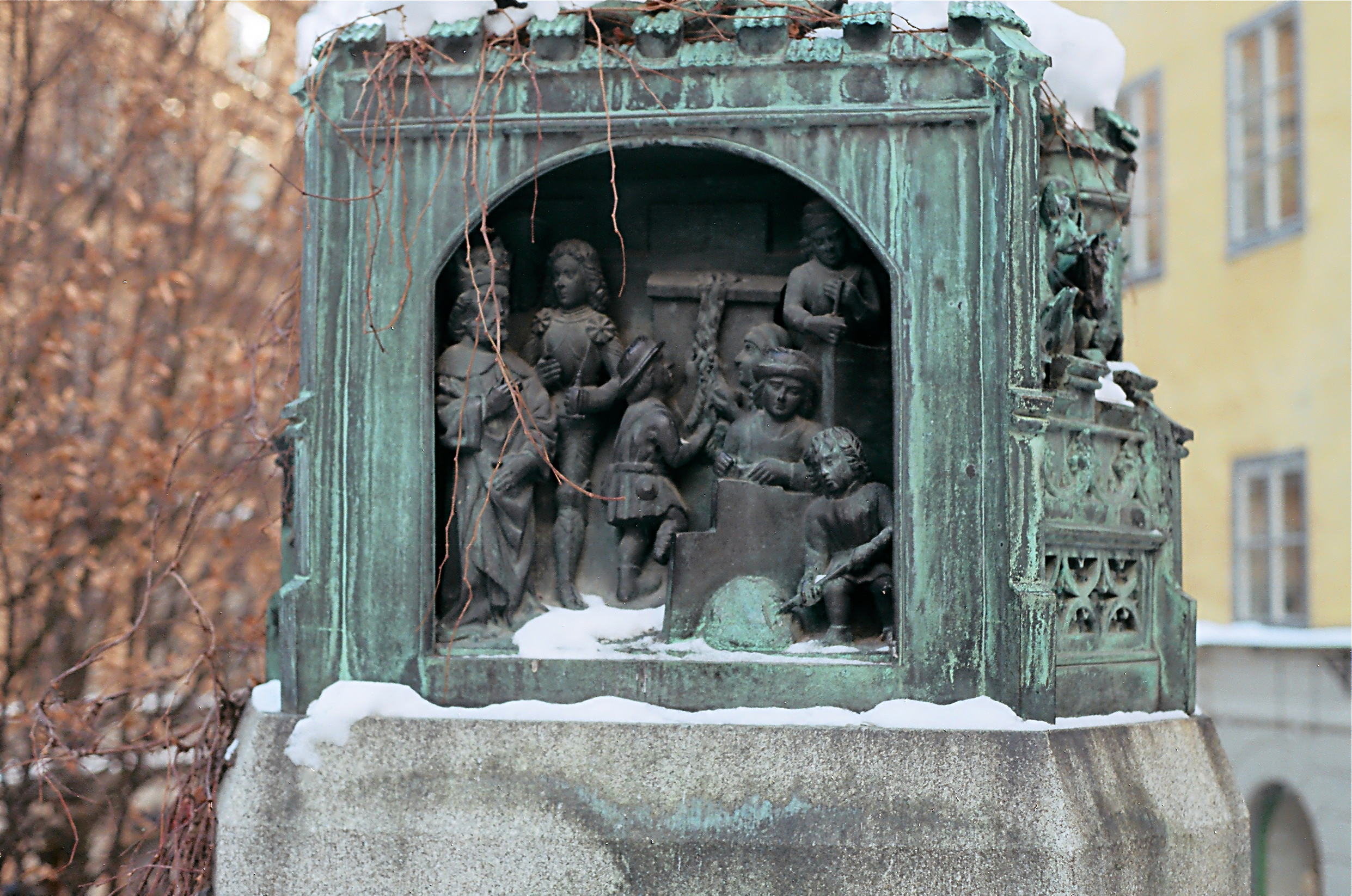
Kopia av reliefen kyrkobygge utfört i brons.
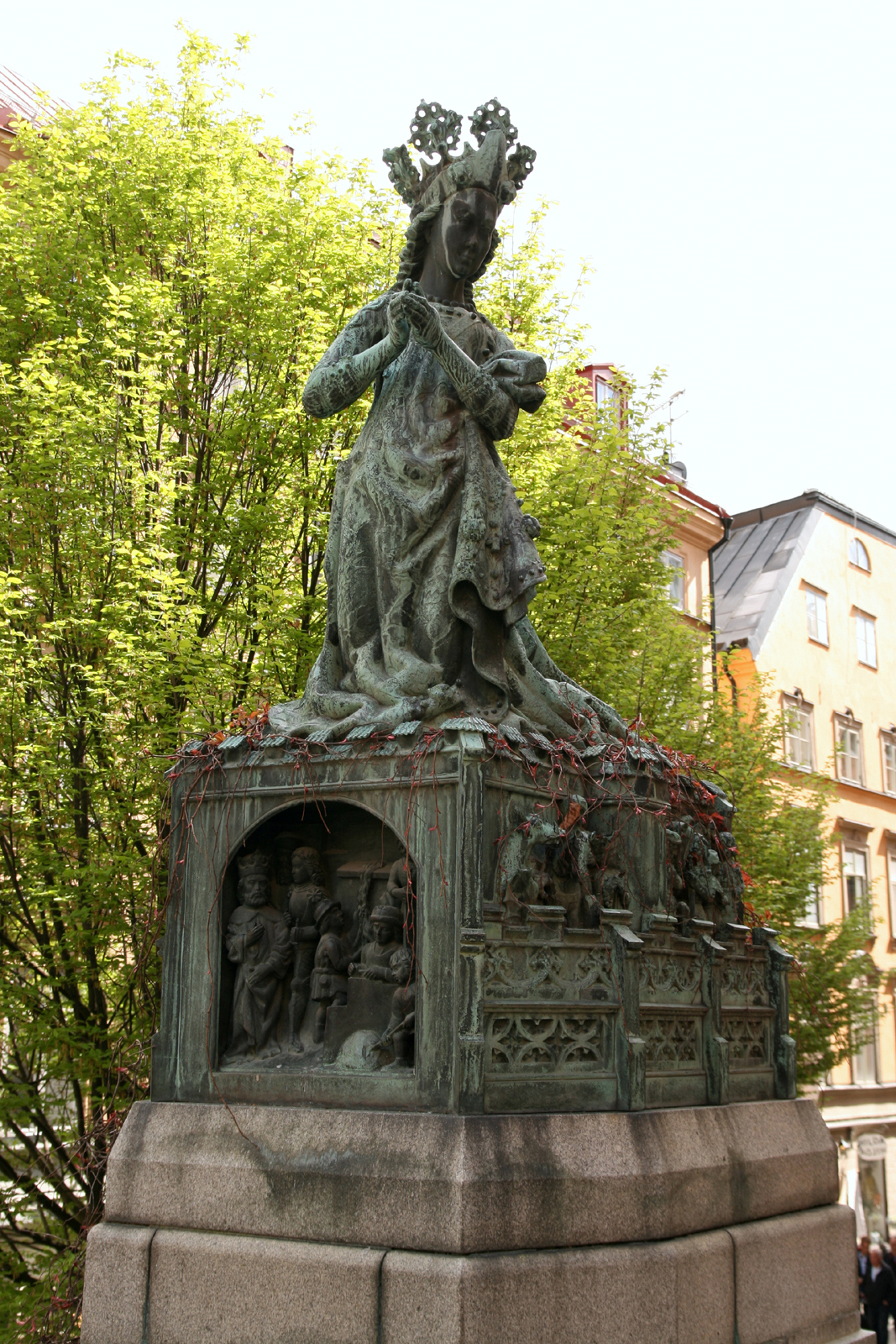
Prinsessan på Köpmantorget av Alfred Ohlsson avtäcktes 30 juli 1913.
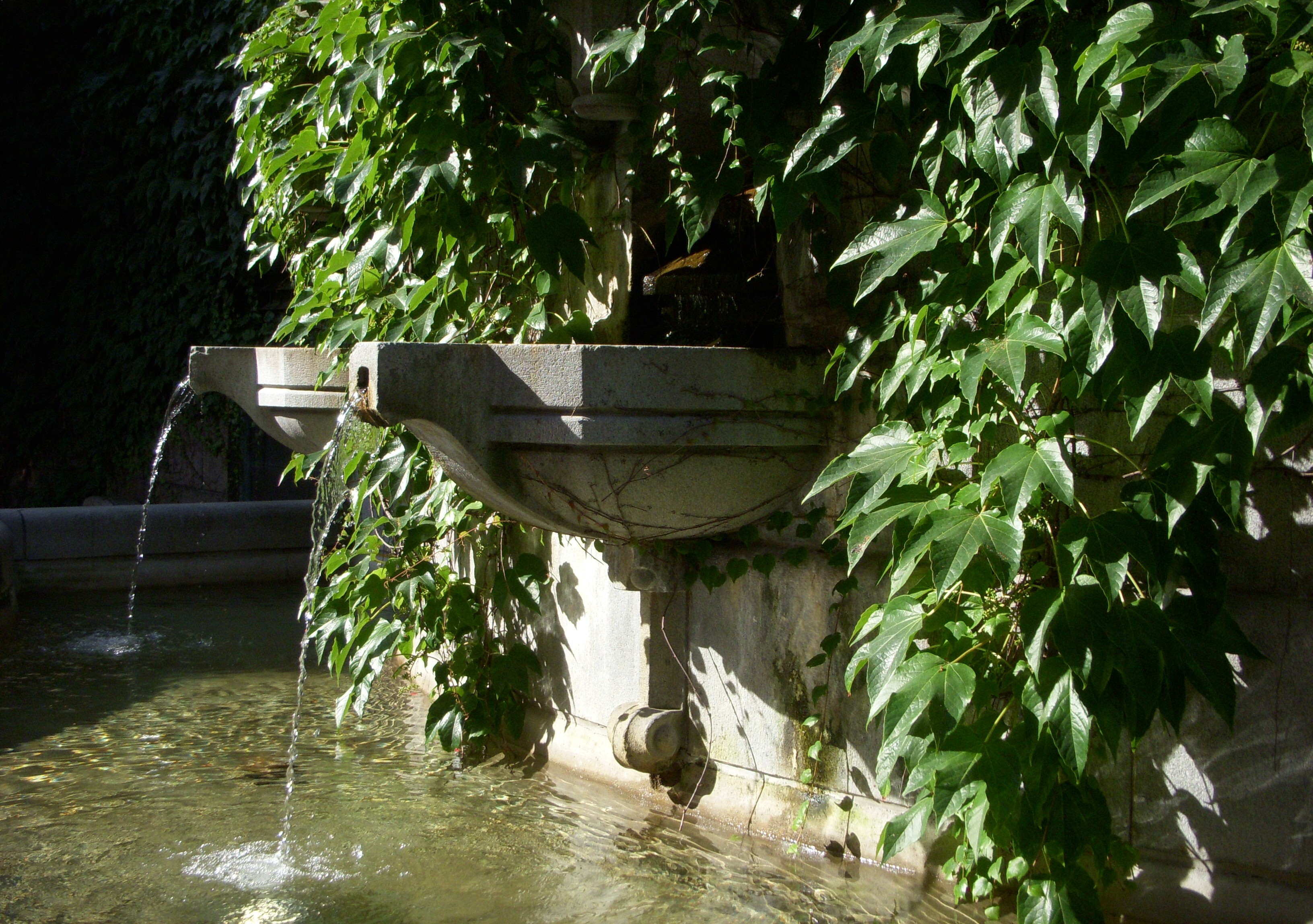
Brunnen vid Österlånggatan.
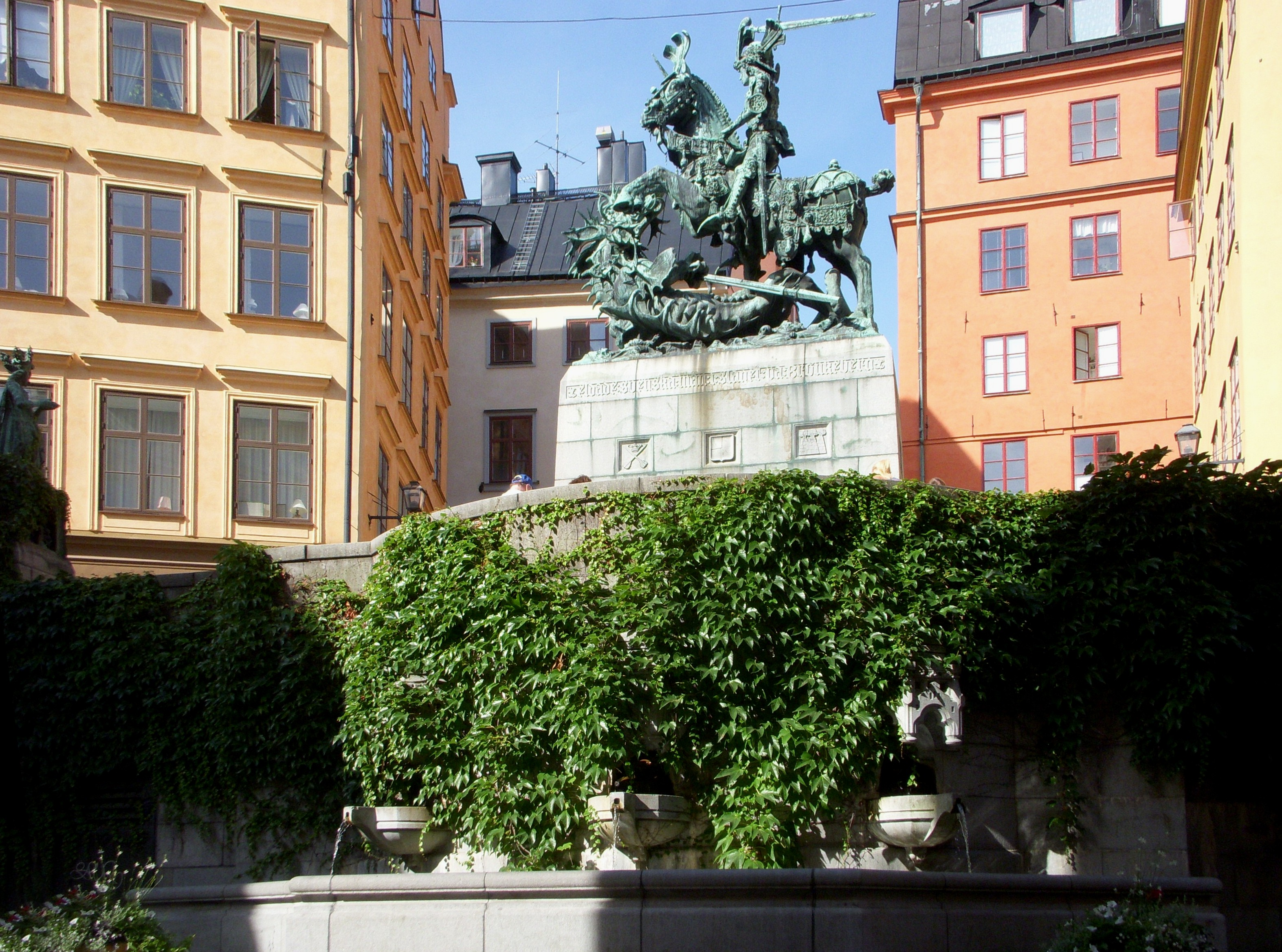
Sankt Göran och draken från öster.